# Diadelia holobrunnea
Diadelia holobrunnea là một loài bọ cánh cứng trong họ Cerambycidae.